# Домачеве
Домачеве (Домачево, біл. Дама́чава, Damačava) — селище міського типу в Білорусі, у Берестейському районі Берестейської області. Розташоване за 45 км на південь від Берестя. Належить до української етнічної території та є частиною Берестейщини.

## Інфраструктура
За 400 м від Домачевого проходить білорусько-польський кордон, де розташований прикордонний перехід білорусько-польського кордону «Домачеве — Словатиче». Після реконструкції у 2008 році митної інфраструктури, пропускна здатність переходу збільшилась до 2250 одиниць автотранспорту — 2000 легкових, 200 вантажних і 50 автобусів на добу. Контрольно-пропускний пункт діє цілодобово.

## Історія

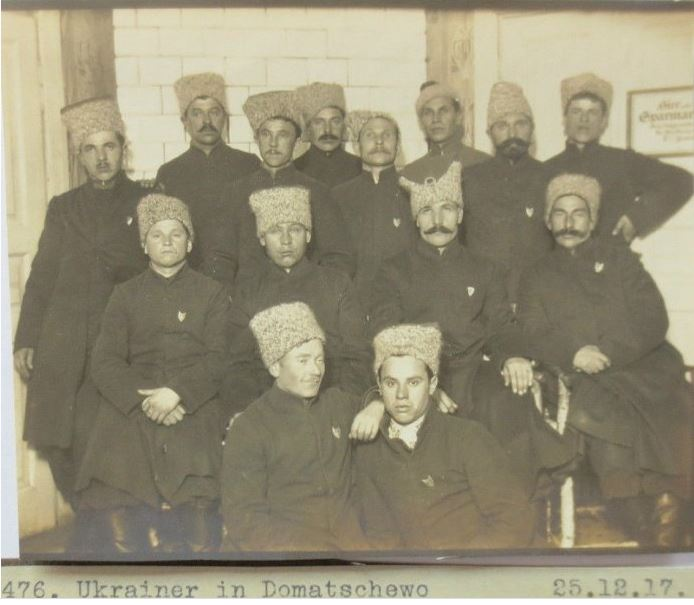
Вояки Першої Української дивізії Синьожупанників Армії УНР в Домачеве на Берестейщині (25 грудня 1917)

Селище відоме з XVIII століття.
З XIX століття — містечко Берестейського повіту.
Станом на 1886 рік населення містечка, центра Домачівської волості, становило 683 особи, існувала православна церква, єврейський молитовний будинок, католицька каплиця, школа, лавка, постоялий двір, 2 ярмарки.
1900 року з 699 мешканців — 674 євреї.
У 1905 році побудована церква святого апостола Луки.
У грудні 1917 року в Домачеві перебували вояки Першої Української дивізії Синьожупанників Армії УНР. У 1918 році містечко входило до складу Української Народної Республіки.
З 1921 року — у складі Польщі, з 1939 року — у складі БРСР, з 1940 року — селище міського типу, центр Домачевського району.
Під час Другої світової війни в Домачевому та районі окупанти знищили близько 2,7 тис. осіб у гетто, а також всіх вихованців місцевого дитячого будинку разом з вихователькою Павлиною Грохольською родом з Полтавщини. Зараз у селі існуют два пам'ятники — один біля автошляху, що веде у Домачеве, другий (стела з іменами розстріляних) — безпосередньо на місці розстрілу. В селі знаходиться братська могила радянських воїнів,
З 1956 року — у Берестейському районі.

## Сучасний стан
В селищі діє:
- Домачевська міська лікарня;
- підприємства харчової і місцевої промисловості.

## Населення
За переписом населення Білорусі 2009 року чисельність населення смт становила 1305 осіб.

### Національність
Розподіл населення за рідною національністю за даними перепису 2009 року:
| Національність               | Осіб | Відсоток |
| ---------------------------- | ---- | -------- |
| білоруси                     | 1067 | 81,76 %  |
| росіяни                      | 133  | 10,19 %  |
| українці                     | 87   | 6,67 %   |
| поляки                       | 7    | 0,54 %   |
| національність не вказана    | 3    | 0,23 %   |
| азербайджанці                | 2    | 0,15 %   |
| дві та більше національності | 2    | 0,15 %   |
| литовці                      | 1    | 0,08 %   |
| латиші                       | 1    | 0,08 %   |
| греки                        | 1    | 0,08 %   |
| лакці                        | 1    | 0,08 %   |
| Разом                        | 1305 | 100 %    |